# ويد دو بليسيس
ويد دو بليسيس (بالإنجليزية: Wade du Plessis)‏ هو لاعب كرة قدم جنوب أفريقي في مركز حراسة المرمى، ولد في 5 مايو 1967 في جنوب أفريقيا. شارك مع منتخب جنوب أفريقيا لكرة القدم. أما مع النوادي، فقد لعب مع كايزر تشيفز.

## وصلات خارجية
- ويد دو بليسيس على موقع قاعدة بيانات كرة القدم.إي يو (الإنجليزية)